# Nointel (Oise)
Nointel is een gemeente in het Franse departement Oise (regio Hauts-de-France). De plaats maakt deel uit van het arrondissement Clermont. Nointel telde op 1 januari 2022 1.156 inwoners.

## Geografie
De oppervlakte van Nointel bedroeg op 1 januari 2022 9,35 vierkante kilometer; de bevolkingsdichtheid was toen 123,6 inwoners per km².

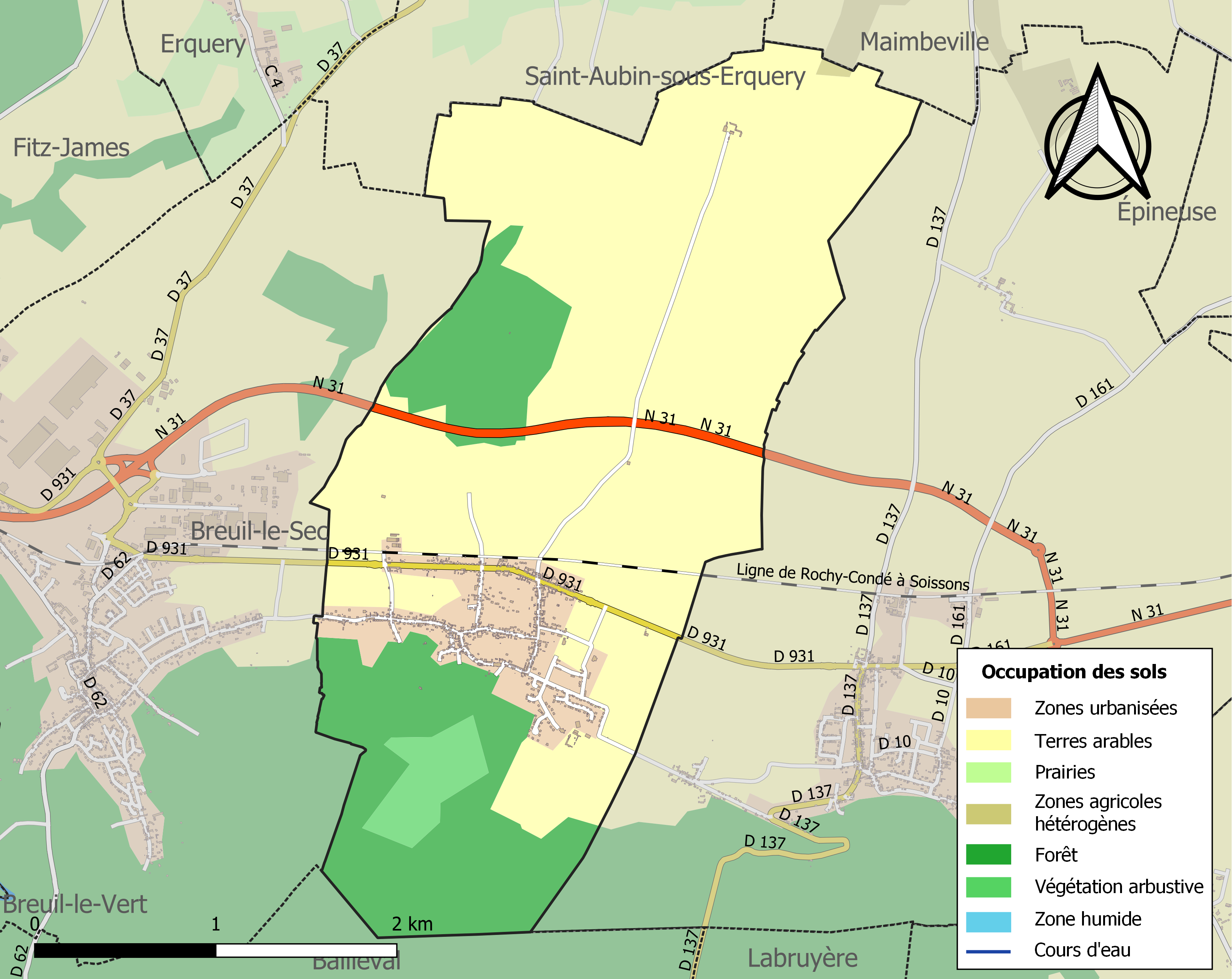
Kaart van de gemeente met belangrijkste infrastructuur, bodemgebruik en omlig
gende gemeenten

## Demografie
Onderstaande figuur toont het verloop van het inwonertal (bron: INSEE-tellingen).